# Freestyle (calcio)
Il calcio freestyle è una disciplina sportiva e artistica che consiste nell'eseguire trucchi (in gergo trick) o combinazioni (in gergo combo, ossia sequenze di trick) con tutte le parti del corpo eccetto che con le mani.  
Il lato sportivo della disciplina si sostanzia nel suo aspetto competitivo: ogni anno prendono luogo tornei nazionali, continentali e internazionali sia dal vivo che online. Le modalità di svolgimento delle competizioni sono molto diverse: dal vivo i freestyler si affrontano su un palco difronte a una giuria, mentre nelle competizioni online realizzano dei video che vengono valutati in seguito.   
Il lato artistico, invece, sta nella natura creativa e libera della disciplina, e prende forma solitamente attraverso la creazione di montaggi, la realizzazione di combo particolari o la tenuta di esibizioni.  

## Trick e combo
I trick, sostanzialmente, sono i gesti tecnici in cui i freestyler si cimentano. Nel momento in cui questi vengono eseguiti consecutivamente, creando una sequenza, si parla di combo. I trick possono essere eseguiti utilizzano tutte le parti del corpo (testa, gambe, petto, collo, schiena…) e si suddividono in varie categorie, a loro volta scomponibili in ulteriori sottogruppi: 
• Lower body moves
I trick Lower vengono eseguiti in posizione eretta con la parte bassa del corpo: piedi, gambe, ginocchia, tacco.
Essi si possono suddividere nei seguenti sottogruppi: 
- Classic lowers
- Hardcore lowers
- Creative lowers
• Upper body moves
I trick Upper vengono eseguiti in posizione prevalentemente eretta, ma possono essere eseguiti anche da seduti, con la parte alta del corpo: testa, collo, spalle, petto, schiena.
Si suddividono nei seguenti sottogruppi: 
- Classic uppers
- Hardcore uppers
- Sit down uppers
• Sitdown moves
I trick Sitdown, spesso abbreviati in "Sit", sono i trick eseguiti da seduti o da sdraiati con tutto il corpo.
Essi si suddividono in:
- Classic sit down
- Hardcore sit down
- Sole tricks
- Sit down uppers
- Sit down stalls
- Sit down blocks
• Ground moves
In questa categoria i trick non sono eseguiti palleggiando, infatti la palla viene costantemente tenuta a contatto col pavimento.
• Blocks
I trick “blocks” consistono nel bloccare la palla o tenerla in equilibrio con varie parti del corpo, in posizione eretta. Nel caso in cui il trick si basi sul mantenere la palla in equilibrio, specificamente, si parla di “stall”. Alcuni considerano questa categoria come un’estensione di quella lowers.  
• Acrobatics
Trick acrobatici, ad esempio eseguiti in verticale, o incentrati su movimenti quali backflip, frontflip ecc. 
• Transition
Si definisce transition il passaggio diretto da uno stile ad un altro, per esempio da un trick di uppers a un trick di sit down, oppure da un trick di lowers a un trick di uppers. Il concetto di transition è un’estensione del tradizionale concetto di combo. 
• Musicality
Si parla di “musicality” o di “stile musicale” nel momento in cui un freestyler esegue i trick seguendo il ritmo della musica. Spesso, ma non necessariamente, questo stile sfrutta movimenti di breakdance o di altri tipi di danza, mischiandoli a trick di freestyle più tecnici.  
• All round
Per all round si intende la combinazione bilanciata di tutti gli stili, o per lo meno dei tre fondamentali: lowers, uppers e sitdown. Un freestyler all round, dunque, è colui che riesce a mostrare un buon livello in tutti gli stili.  
Nei sottogruppi elencati:
- Il termine “classic” indica l’esecuzione delle combo dei rispettivi stili in base ai meccanismi più comuni e diffusi tra i freestyler; 
- Il termine “hardcore” denota l’esecuzione di trick o di combinazioni particolarmente difficili; 
- Il termine “creative” fa riferimento alla capacità di combinare/utilizzare i trick dei vari stili in modo particolare e distintivo. 

## Tornei
Tornei internazionali:
Le competizioni mondiali di calcio freestyle sono diverse: 
• SuperBall: Il mondiale open di calcio freestyle, nonché il torneo che conta il maggior numero di partecipanti in assoluto, in quanto aperto a tutti. Il SuperBall non è solo un torneo, ma è anche il più importante meeting di calcio freestyle, che si svolge in Repubblica Ceca dal 2009. Questo evento, organizzato dalla WFFA (World Freestyle Football Association), e in particolare da Lukas "Lucaso" Skoda, ha l’obiettivo di riunire i freestyler che vengono da tutte le parti del mondo. 
I freestyler si scontrano in numerose sfide:
- Battle 1 vs 1 (categoria pro, categoria intermediate e categoria rookie); 
- Routine;
- Routine di coppia;
- Show flow;
- Sick Three;
- Challenge;
- Iron Man;
- Kill the beat;
- Torneo sfida panna.
Tutte le edizioni del SuperBall hanno conferito il titolo di “Freestyle Football World Champion” in caso di vittoria nelle battle 1 vs 1 di categoria pro, e il titolo di World Champion nelle altre competizioni specifiche (es: Challenge World Champion, Sick 3 World Champion ecc.), ad eccezione dell’edizione del 2020, come ufficialmente comunicato dalla World Freestyle Football Association (WFFA), a causa della scarsa affluenza dovuta alle restrizioni per la pandemia del Covid-19. 
Risultati:
| Anno | Località                | 1º Posto (Battle)      | 2º Posto (Battle)              | 3º Posto (Battle)      | Vincitore Routine       | Vincitore Sick3        | Vincitore Challenge     | Vincitore Kill the Beat | Vincitore Double Routine | Vincitore Iron Man | Vincitrice Battle Femminili |
| ---- | ----------------------- | ---------------------- | ------------------------------ | ---------------------- | ----------------------- | ---------------------- | ----------------------- | ----------------------- | ------------------------ | ------------------ | --------------------------- |
| 2024 | Liberec, Czech Republic | Tristan Gac            | Machine                        | Jesse Marlet           | Yosshi                  | Ethan Audiot           | Matéo Serri             | Philip Warren Gertsson  |                          | Hugo Vliese        | Isabel Wilkins              |
| 2023 | Prague, Czech Republic  | Jesse Marlet           | Patrick Shaw                   | Erlend Fagerli         | Aki                     | Hugo Vliese            | Hugo Vliese             | Gyoza                   | Jordan & Lubin           | Machine            | Isabel Wilkins              |
| 2022 | Prague, Czech Republic  | Erlend Fagerli         | Jesse Marlet                   | Brynjar Fagerli        | Leòn                    | Antonio Sanz           | Hugo Vliese             | Gyoza                   | Yosshi & Yu-Ji           | Hugo Vliese        | Aguska Mnich                |
| 2021 | Prague, Czech Republic  | Erlend Fagerli         | Brynjar Fagerli                | Jesse Marlet           | Nick Seyda              | Daniel Prazak          | Matéo Serri             |                         |                          | Bodhi Bos          | Aguska Mnich                |
| 2020 | Prague, Czech Republic  | Jesse Marlet           | Robert Guzik                   | Philip Warren Gertsson | Shohei                  | Davide Pisani          | Davide Pisani           | Mathieu                 | Michalix & Filip         |                    | Aguska Mnich                |
| 2019 | Prague, Czech Republic  | Erlend Fagerli         | Yo                             | Machine                | Yosshi                  | Luca Chiarvesio        | Luca Chiarvesio         |                         |                          |                    |                             |
| 2018 | Prague, Czech Republic  | Erlend Fagerli         | Boyka                          | Yo                     |                         |                        | Konrad "Kondzio" Dybas  |                         |                          |                    |                             |
| 2017 | Prague, Czech Republic  | Ricardinho             | Pedrinho                       | Erlend Fagerli         | Gautier                 | Ricardinho             | Timur Alekseev          |                         |                          |                    |                             |
| 2016 | Liberec, Czech Republic | Erlend Fagerli         | Tobias Becs                    | Emil Källdoff          | Gautier                 | Pavlinov               | Luca Chiarvesio         |                         |                          |                    |                             |
| 2015 | Liberec, Czech Republic | Michal Michryc Rycaj   | Erlend Fagerli                 | Ricardinho             | Gautier                 | M3mo                   | Tobias Becs             |                         |                          |                    |                             |
| 2014 | Liberec, Czech Republic | Pedrinho               | Tobias Becs                    | Michal Michryc Rycaj   | Gautier                 | Pavlinov               | M3mo                    |                         |                          |                    |                             |
| 2013 | Prague, Czech Republic  | Andrew Henderson       | Esteban “El Pantera” Hernandez | Lukasz Luki Chwieduk   | Gautier                 | Roland “Rocco” Karászi | Anatoly “McPro” Yanchev |                         |                          |                    |                             |
| 2012 | Prague, Czech Republic  | Andrew Henderson       | Michal Michryc Rycaj           | Gunther Celli          | Gautier                 | Tobias Becs            | Mirko Zambon            |                         |                          |                    |                             |
| 2011 | Prague, Czech Republic  | Szymon Szymo Skalski   | Pawel Skóra                    | Andrew Henderson       | Krzysztof Golonka Clyde |                        | -                       |                         |                          |                    |                             |
| 2010 | Prague, Czech Republic  | Lukasz “Luki” Chwieduk | Clyde                          |                        |                         |                        | -                       |                         |                          |                    |                             |
| 2009 | Prague, Czech Republic  | Pawel Skóra            | Philip Warren Gertsson         | Metoditos              | Philip Warren Gertsson  | Zegan                  | -                       |                         |                          |                    |                             |

• Red Bull Street Style: Il torneo internazionale organizzato da Red Bull, al quale partecipano i vincitori delle fasi nazionali in rappresentanza del proprio Paese. Dal 2023, edizione nella quale i partecipanti sono stati selezionati direttamente da Red Bull, esso non conferisce più ufficialmente il titolo di “Freestyle Football World Champion”, nonostante rimanga una competizione di rilievo nel mondo del freestyle.  
Risultati maschili:
| Anno | Località                | 1º Posto             | 2º Posto         | 3º Posto                |
| ---- | ----------------------- | -------------------- | ---------------- | ----------------------- |
| 2023 | Bruxelles, Belgio       | Jay Hennicke         | Jesse Marlet     | Tristan Gac             |
| 2022 | Pula, Croazia           | Erlend Fagerli       | Brynjar Fagerli  | Boyka                   |
| 2021 | Valencia, Spagna        | Erlend Fagerli       | Jesse Marlet     | Boyka                   |
| 2020 | Online                  | Erlend Fagerli       | Brynjar Fagerli  | Machine                 |
| 2019 | Miami, Stati Uniti      | Ricardinho           | Boyka            | Erlend Fagerli          |
| 2018 | Varsavia, Polonia       | Erlend Fagerli       | Ricardinho       | Brynjar Fagerli         |
| 2016 | London, United Kingdom  | Charly Iacono        | Kosuke Takahashi | Anatoly “McPro” Yanchev |
| 2014 | Salvador, Brazil        | Andrew Henderson     | Charly Iacono    | Erlend Fagerli          |
| 2013 | Tokyo, Japan            | Szymon Szymo Skalski | Charly Iacono    | Andrew Henderson        |
| 2012 | Lecce, Italia           | Tokura               | Daniel Dennehy   | Gunther Celli           |
| 2010 | Cape Town, South Africa | Anders "Azun" Solum  | Kamalio          | Rocky                   |
| 2008 | São Paulo, Brazil       | Sean Garnier         | Yosuke Yokota    | Murilo Pitol            |

Risultati femminili:
| Anno | Località               | 1º Posto            | 2º Posto     |
| ---- | ---------------------- | ------------------- | ------------ |
| 2023 | Bruxelles, Belgio      | Anastasia Bagaglini | Mathilde     |
| 2022 | Pula, Croazia          | Caitlyn             | Aguska Mnich |
| 2021 | Valencia, Spagna       | Lia Lewis           | Aguska Mnich |
| 2020 | Online                 | Melody              | Aguska Mnich |
| 2019 | Miami, Stati Uniti     | Melody              | Aguska Mnich |
| 2018 | Varsavia, Polonia      | Aguska Mnich        | Melody       |
| 2016 | London, United Kingdom | Melody              | Aguska Mnich |
| 2014 | Salvador, Brazil       | Melody              | Laura Biondo |
| 2013 | Tokyo, Japan           | Kitty               | Alisa        |
| 2012 | Lecce, Italia          | Kitty               | Melody       |

• F3 World Tour: Torneo suddiviso in tappe svolte in varie città del Mondo, che si conclude con una tappa finale decisiva.   
Risultati:
| Anno | Eventi | 1º Posto         | 2º Posto             | 3º Posto       | Vincitore a Calgary | Vincitore a Melbourne |
| ---- | ------ | ---------------- | -------------------- | -------------- | ------------------- | --------------------- |
| 2016 | 2      | Andrew Henderson | Michal Michryc Rycaj | Calgary Winner | Andrew Henderson    | Michal Michryc Rycaj  |

| Anno | Eventi | 1º Posto      | 2º Posto | 3º Posto         | Vincitore a Londra | Vincitore a Beijing |
| ---- | ------ | ------------- | -------- | ---------------- | ------------------ | ------------------- |
| 2014 | 2      | Charly Iacono | Boyka    | Andrew Henderson | Boyka              | Andrew Henderson    |

| Anno | Eventi | 1º Posto             | 2º Posto             | 3º Posto    | Vincitore a Londra   | Vincitore a Dubai    |
| ---- | ------ | -------------------- | -------------------- | ----------- | -------------------- | -------------------- |
| 2013 | 2      | Michal Michryc Rycaj | Lukasz Luki Chwieduk | Tobias Becs | Michal Michryc Rycaj | Michal Michryc Rycaj |

| Anno | Eventi | 1º Posto         | 2º Posto | 3º Posto | Vincitore a Kuala Lumpur |
| ---- | ------ | ---------------- | -------- | -------- | ------------------------ |
| 2011 | 1      | Andrew Henderson | Gautier  | Michryc  | Andrew Henderson         |

• Pulse: Il campionato internazionale più recente, la cui prima edizione si è tenuta nel 2023. Ad esso, di solito, accedono i primi cinque classificati alle fasi continentali.  
Risultati maschili:
| Anno | Località       | 1º Posto       | 2º Posto    | 3º Posto     |
| ---- | -------------- | -------------- | ----------- | ------------ |
| 2024 | Torino, Italia | Jesse Marlet   | Tristan Gac | Machine      |
| 2023 | Nairobi, Kenya | Erlend Fagerli | Tristan Gac | Jesse Marlet |

Risultati femminili:
| Anno | Località       | 1º Posto     | 2º Posto            | 3º Posto     |
| ---- | -------------- | ------------ | ------------------- | ------------ |
| 2024 | Torino, Italia | Aguska Mnich | Anastasia Bagaglini | Lia Lewis    |
| 2023 | Nairobi, Kenya | Aguska Mnich | Jasmijn Janssen     | Laura Biondo |

• PACT (Professional Air Combos Tournament), WPUC (World Professional Uppers Cup), WPSC (World Professional Sit Down Cup) e PIFL (Professional Internet Freestyle League): Si tratta di competizioni online organizzate dal freestyler russo Zhenya Baruzdin, dove i freestyler devono caricare una serie di video (dalla fase di qualificazione fino alla finale) nei quali mostrano il loro livello, rispettivamente, nei lowers, negli uppers, nei sit down e nell’all round. L’ultima edizione del PACT è stata la quindicesima, e si è svolta nel 2023. In seguito, esso è stato sostituito dall’analogo Real Lowers Tournament.   
Risultati PACT:
| Anno | Edizione | 1º Posto          | 2º Posto            | 3º Posto                  |
| ---- | -------- | ----------------- | ------------------- | ------------------------- |
| 2023 | PACT15   | Ethan Audiot      | Matéo Serri         | John Jairo Gonzalez       |
| 2022 | PACT14   | Ilari             | Oliver Folcarelli   | Ethan Audiot              |
| 2021 | PACT13   | Calvin Carruthers | Joran Engelen       | Stasyan                   |
| 2020 | PACT12   | Timur Alekseev    | Luca Chiarvesio     | Calvin Carruthers         |
| 2019 | PACT11   | Luca Chiarvesio   | Nico Agustinoy      | Oliver Folcarelli         |
| 2018 | PACT10   | Luca Chiarvesio   | Edgar Gabriel Salem | Konrad “Kondzio” Dybaś    |
| 2017 | PACT9    | Luca Chiarvesio   | Dany Comesaña       | Mirko Zambon              |
| 2016 | PACT8    | Timur Alekseev    | Luca Chiarvesio     | Ars Klementev - Tom Folan |
| 2015 | PACT7    | Timur Alekseev    | Luca Chiarvesio     | Ars Klementev             |
| 2014 | PACT6    | Ars Klementev     | Timur Alekseev      | MP                        |
| 2013 | PACT5    | Ars Klementev     | MP                  | Pavlov                    |
| 2012 | PACT4    | Ars Klementev     | Anyone              | HrooM                     |
| 2011 | PACT3    | MP                | Ars Klementev       | Dre                       |
| 2010 | PACT2    | MP                | Anyone              | SerG                      |
| 2009 | PACT1    | German            | Trofimov            | Anyone                    |

Risultati WPUC:
| Anno | Edizione | 1º Posto                                      | 2º Posto                  | 3º Posto       |
| ---- | -------- | --------------------------------------------- | ------------------------- | -------------- |
| 2023 | WPUC15   | CESS4                                         | Tarasov                   | Rus-L          |
| 2022 | WPUC14   | CESS4                                         | Tarasov                   | Abdullah Emad  |
| 2021 | WPUC13   | CESS4                                         | Rus-L                     | Valera         |
| 2020 | WPUC12   | Vladislav “vlad3kff” “Vlad Upperz” Tsymbaliuk | CESS4                     | /              |
| 2019 | WPUC11   | Vladislav “vlad3kff” “Vlad Upperz” Tsymbaliuk | Nurs                      | CESS4          |
| 2018 | WPUC10   | Gleb “BenGau” Karpov                          | Abdullah Emad             | Angel          |
| 2017 | WPUC9    | Artem                                         | Abdullah Emad             | Jakub Krawczyk |
| 2016 | WPUC8    | Gleb “BenGau” Karpov                          | Nurs - Valera             | Nurs - Valera  |
| 2015 | WPUC7    | Sklyarov                                      | vitfs                     | Molodoy        |
| 2014 | WPUC6    | Gleb “BenGau” Karpov                          | Alexander “2rla” Turlakov | Molodoy        |
| 2013 | WPUC5    | Gleb “BenGau” Karpov                          | Sklyarov                  | DenMaslov      |
| 2012 | WPUC4    | Zhenya Baruzdin                               | EgoFF                     | NoTouch        |
| 2011 | WPUC3    | Gleb “BenGau” Karpov                          | Alexander “2rla” Turlakov | /              |
| 2010 | WPUC2    | Alexander “2rla” Turlakov                     | Zhenya Baruzdin           | /              |
| 2009 | WPUC1    | We1rd                                         | Alexander “2rla” Turlakov | /              |

Risultati WPSC:
| Anno | Edizione | 1º Posto        | 2º Posto        | 3º Posto        |
| ---- | -------- | --------------- | --------------- | --------------- |
| 2024 | WPSC16   | Gabriel Parke   | Pasha FF        | Olga            |
| 2023 | WPSC15   | Pasha FF        | Vedant          | David           |
| 2022 | WPSC14   | Gabriel Parke   | Pasha FF        | MIGUEL          |
| 2021 | WPSC13   | Pasha FF        | MIGUEL          | Marki           |
| 2020 | WPSC12   | CHERNY          | Pasha FF        | Yiannos         |
| 2019 | WPSC11   | F3lix           | Yiannos         | Richard Godina  |
| 2018 | WPSC10   | Zhenya Baruzdin | Richard Godina  | Pasha FF        |
| 2017 | WPSC9    | Zhenya Baruzdin | ARSHIN          | Michalix        |
| 2016 | WPSC8    | Zhenya Baruzdin | Yiannos         | Richard Godina  |
| 2015 | WPSC7    | Andr            | Zhenya Baruzdin | ARSHIN          |
| 2014 | WPSC6    | Ravil           | Zhenya Baruzdin | Den             |
| 2013 | WPSC5    | Zhenya Baruzdin | Andr            | Ravil           |
| 2012 | WPSC4    | Zhenya Baruzdin | Bulat           | Ravil           |
| 2011 | WPSC3    | Nazim           | Den             | Zhenya Baruzdin |
| 2010 | WPSC2    | Nazim           | Zhenya Baruzdin | /               |
| 2009 | WPSC1    | Nazim           | /               | /               |

Risultati PIFL:
| Anno | Edizione | 1º Posto                | 2º Posto             | 3º Posto             |
| ---- | -------- | ----------------------- | -------------------- | -------------------- |
| 2018 | PIFL10   | Nurs                    | ARSHIN               | Ray                  |
| 2017 | PIFL9    | Uasya                   | Nurs                 | Pasha                |
| 2016 | PIFL8    | KVP                     | Davide Pisani - Timo | Davide Pisani - Timo |
| 2015 | PIFL7    | KVP                     | Ray                  | Ilya Boytsov         |
| 2014 | PIFL6    | Timur Alekseev          | KVP                  | Roma                 |
| 2013 | PIFL5    | Pavlinov                | Kostya               | Bulat                |
| 2012 | PIFL4    | Anatoly “McPro” Yanchev | Pavlinov             | Zhenya Baruzdin      |
| 2011 | PIFL3    | Anatoly “McPro” Yanchev | Zhenya Baruzdin      | MP                   |
| 2010 | PIFL2    | Zhura                   | Zhenya Baruzdin      | German               |
| 2009 | PIFL1    | Zhura                   | Serginho             | Troll                |

• Real Lowers Tournament: Torneo online che si svolge seguendo le medesime modalità del PACT, nato nel 2024 in sostituzione di quest’ultimo. 
Risultati:
| Anno | Edizione | 1º Posto     | 2º Posto    | 3º Posto |
| ---- | -------- | ------------ | ----------- | -------- |
| 2024 | RLT1     | Ethan Audiot | Matéo Serri | Kylian   |

Campionati italiani:
In Italia i tornei sono organizzati perlopiù delle volte da RedBull, organizzatore di cinque delle otto edizioni italiane. Il torneo consiste in sfide "1 vs 1" e una giuria decreta il vincitore dopo 3 set da 30 secondi a testa a disposizione di ogni freestyler.  
Il primo torneo, svolto a Roma nel 2008 e organizzato da RedBull in collaborazione con Freestyle Italia, è stato vinto da Domenico Grasso, in arte "DomyBD", che ha rappresentato l'Italia ai primi mondiali RedBull di San Paolo (Brasile) poi vinti dal francese Sean Garnier.
Nel 2010 è lo sponsor Lotto che organizza il torneo col fine di pubblicizzare le scarpe Zhero Gravity Ultra di cui sono stati dotati tutti i freestyler che hanno superato le selezioni che hanno preso luogo in quattro città d'Italia: Milano, Roma, Napoli e Palermo. Questa volta è il bresciano Gunther Celli, fondatore del Footwork Team,  ad avere la meglio e a vincere il primo di una serie di trofei. La vittoria del torneo Lotto non consente a Celli di accedere ai mondiali RedBull di Città del Capo vinti dal norvegese Anders "Azun" Solum. 
Nel 2012 organizza RedBull a Pavia. In finale ha la meglio Gunther Celli sul triestino Swann Ritossa. Celli si qualifica così al suo primo mondiale RedBull che si svolge proprio in Italia nella città di Lecce. Il mondiale è vinto dal giapponese Kotaro Tokuda, in arte Tokura, ma l'italiano ottiene il terzo posto che fino ad ora è il miglior piazzamento italiano raggiunto in un mondiale di calcio freestyle. L'italiano aveva perso in semifinale con l'irlandese Daniel Dennehy, in arte Dan the Man, vincendo poi la finale per il terzo posto contro il polacco Daniel Mikolajek.
Nel 2013 è ancora RedBull ad organizzare in collaborazione con la Da Move Crew. Il palcoscenico è Bologna Fiere e l'evento è "The JamBO, Urban Summer Festival". Al cospetto di una giuria internazionale composta da Sean Garnier (Francia), Daniel Rooseboom (Olanda) e Rickard "Palle" Sjolander (Svezia) è nuovamente il bresciano Gunther Celli a vincere la finale contro il bergamasco e compagno di team Enrico "Enry" Maffioletti. Nel 2013 i mondiali RedBull sono vinti dal polacco Szymon "Szymo" Skalski. Gunther si ferma ai quarti di finale contro l'inglese Andrew Henderson.
Sempre nel 2013 Gunther Celli vince a Lubasz (Polonia) il suo primo campionato europeo battendo in semifinale lo svedese Tobias "Becs" Brandal Busaet e in finale il polacco Mateusz "Lotar" Odrzygozdz.
Nel 2014 il campionato italiano RedBull si svolge a Brescia, in occasione dello SportShow. A vincere è Gunther Celli che rappresenta l'Italia, per la terza volta consecutiva, al mondiale RedBull che si svolge a Salvador de Bahia in Brasile. Celli supera le qualificazioni approdando nel tabellone finale del torneo, perdendo agli ottavi contro il brasiliano Pedro Oliveira, in arte Pedrinho. A vincere il torneo è Andrew Henderson che porta a Londra il suo primo trofeo mondiale RedBull.
Negli anni 2015, 2016 e 2017 RedBull non organizza tornei in Italia ed è comunque Gunther Celli a rappresentare l'Italia al World RedBull Street Style di Londra nel 2016. Qui Gunther arriva tra i top 8 al mondo perdendo ai quarti di finale contro il giapponese Kosuke Takahashi. Il torneo è vinto dall'argentino Charly Iacono che batte in finale proprio Takahashi.
In mancanza del torneo RedBull è Intralot che nel 2016 organizza il "Crazy Freestyle Challenge" con due differenti tornei: l'"Official", ovvero il torneo di Calcio Freestyle "1 vs 1" e il "Crazy", ovvero un torneo che vede esibire quattro concorrenti che fanno le skills con altri oggetti al posto del pallone. Il torneo è presentato da Timo Suarez e Diletta Leotta. A vincere la categoria "Official" è il friulano Luca Chiarvesio; a vincere la categoria "Crazy" è il palermitano Angelo Florio. La giuria era composta da Gunther Celli, Mirko Zambon e dalla polacca Aguska Mnich.
Nel 2017 è Gunther Celli a organizzare il campionato italiano "Winterball" a Brescia. Il torneo è stato ospitato all'interno del centro commerciale Freccia Rossa e vinto dal friulano Luca Chiarvesio che batte in finale il lombardo Ivan Bianchi. I giudici: Enrico "Enry" Maffioletti, Antoni Colella e l'irlandese Conor Reynolds.
Nel 2018 torna il torneo RedBull in Italia grazie alla collaborazione con la Da Move Crew di Lorenzo "Aig Scream" Pinciroli. È la Fabbrica Orobia di Milano, all'interno della Fiera Sneakerness, a ospitare il campionato vinto da Gunther Celli che batte in finale Luca Chiarvesio, qualificandosi di diritto al mondiale RedBull di Varsavia. In Polonia Gunther non riesce ad andare oltre i top 16, essendo sconfitto agli ottavi di finale dal norvegese Brynjar Fagerli. Il torneo è vinto dal fratello di Brynjar, Erlend Fagerli, che batte in finale il brasiliano Ricardo Chahini, in arte Ricardinho.
Nel 2019 il torneo italiano IFFC prende luogo al centro commerciale Porto Allegro di Montesilvano in provincia di Pescara. Dopo 9 anni Gunther Celli perde il titolo, infatti a batterlo in finale è proprio il compagno di team Luca Chiarvesio, che sarebbe andato a Miami a rappresentare l'Italia al mondiale Red Bull 2019 se non avesse avuto problemi col passaporto. Si classifica terzo Swan Ritossa. I giudici: Federico Massignani, Antonio Colella e Davide Pisani. Quello del 2019 è il primo campionato mondiale Red Bull senza alcun partecipante italiano. A trionfare è il brasiliano Ricardinho, che batte in finale il colombiano Boyka. Terzo arriva Erlend, che batte Ko-suke nella finale per il terzo e quarto posto.
Nel 2020, a causa dell'emergenza da Covid-19, Red Bull organizza un torneo mondiale "open" interamente online. Non sono, dunque, organizzati tornei nazionali. Non viene però rinviato il Superball, che è confermato come ogni anno ad Agosto. Il Superball è vinto dall'olandese Jesse che batte in finale il polacco Guzik. Solo terzo PWG. Nelle pcompetizioni a corollario delle battles, l'italiano Davide Pisani vince i titoli mondiali della Challenge e del Sick 3, arrivando secondo nella specialità Ironman.
La finale online del RBSS 2020 viene svolta il 14 Novembre ed è vinta dal norvegese Erlend Fagerli che batte in finale il fratello Brynjar. Terzo e quarto posto per il colombiano Machine e il filippino PWG. Tra i cinque giudici della finale vi è Luca Chiarvesio.
Nel 2021 non si riesce a organizzare un torneo nazionale italiano e la finale mondiale RBSS 2021 si svolge il 20 Novembre a Valencia, senza la presenza di competitor italiani. A vincere è, per la seconda volta consecutiva, Erlend Fagerli. Secondo l'olandese Jesse Marlet, terzo il colombiano Boyka.
Nel 2022 la finale mondiale del Red Bull Street Style si svolge a Pula in Croazia. A vincere è per la terza volta consecutiva Erlend Fagerli che batte in finale il fratello Brynjar. Terzo, per la seconda volta consecutiva, il colombiano Boyka.
L'edizione RBSS 2023 è vinta dall'australiano Jay Hennicke e, per la prima volta, l'Italia trionfa il campionato femminile con Anastasia Bagaglini che conquista il titolo a Bruxelles. Hennicke ha superato Jesse Marlet in finale, mentre il francese Tristan Gac ha sconfitto il dieci volte campione del mondo Erlend Fagerli della Norvegia per assicurarsi il terzo posto. Anastasia ha vinto il titolo femminile dopo aver sconfitto in finale la canadese Mathilde Fortier, mentre la campionessa dell'anno 2022, Caitlyn Schrepfer degli Stati Uniti, ha conquistato il terzo posto sul podio.
Risultati dei campionati italiani:
| ANNO | ORGANIZZATO DA              | LOCALITÀ          | 1º POSTO        | 2º POSTO           | 3° POSTO       |
| 2022 | RedBull                     | online            | Gunther Celli   | Tommaso Daigoro    | Nicola Barnabà |
| 2019 | Da Move & Fed               | Montesilvano (Pe) | Luca Chiarvesio | Gunther Celli      | Swan Ritossa   |
| 2018 | Da Move & Red Bull          | Milano            | Gunther Celli   | Luca Chiarvesio    | Davide Pisani  |
| 2017 | Footwork Italia             | Brescia           | Luca Chiarvesio | Ivan Bianchi       | Davide Pisani  |
| 2016 | Footwork Italia             | Roma              | Luca Chiarvesio | Tommaso Daigoro    | Mariano Olino  |
| 2014 | Red Bull                    | Brescia           | Gunther Celli   | Enrico Maffioletti |                |
| 2013 | Red Bull                    | Bologna           | Gunther Celli   | Enrico Maffioletti |                |
| 2012 | Red Bull                    | Pavia             | Gunther Celli   | Swann Ritossa      |                |
| 2010 | Footwork Italia             | Venezia           | Gunther Celli   | Domenico Grasso    |                |
| 2008 | Red Bull & Freestyle Italia | Roma              | Domenico Grasso | Swann Ritossa      |                |

Italian Lower League (ILL):
Così come accade per i tornei dal vivo, anche quelli online si svolgono non solo a livello mondiale, ma anche a livello nazionale. In Italia, così come in svariate altre parti del modo, quasi ogni anno viene realizzato un torneo online dalla durata di diversi mesi, basato sullo stile Lower Body: l’Italia Lower League (ILL). L'organizzatore della prima edizione, svolta dal febbraio al maggio del 2013, è il siculo Domenico Amore, mentre l'organizzatore di tutte le altre edizioni è il palermitano Angelo Florio.
Risultati Italian Lower League (ILL):
- L'edizione 2013 è stata vinta da Luca Chiarvesio che si impone in finale sul lombardo Alberto Colombo.
- L'edizione 2014 è vinta dal barese Nicola Barnabà in una finale a tre che vede al secondo posto il marchigiano Luca Galli e al terzo il milanese Davide Pisani.
- Negli anni 2015, 2016 e 2017 l'Italian Lower League non si è svolta, ma è da segnalare una parentesi per quanto riguarda un torneo "Rookie" organizzato dal pugliese Pietro Tesoro: il torneo era suddiviso in due categorie, quella "Intermediate" vinta dal palermitano Giuseppe Lombino, e quella "Rookie" vinta da Andrea Bona, con Nicola Barnabà, Pietro Tesoro e Davide Pisani come giudici.
- L'edizione 2018 è vinta ancora una volta da Luca Chiarvesio che batte in finale Davide Pisani. 
- L'edizione 2019 è vinta dal palermitano Angelo Florio che batte in finale Davide Pisani. 
- L'edizione 2020 è vinta per la terza volta da Luca Chiarvesio che batte in finale il barese Nicola Barnabà.
- L'edizione 2021 è vinta da Luca Chiarvesio che batte in finale il pesarese Luca Galli.
- L'edizione 2022 è vinta da Davide Pisani, che batte in finale Simone Amati.
- L'edizione 2023 è vinta, in una sfida tutta milanese, da Oleg Montanelli, che batte in finale Davide Pisani.
- L'edizione 2024 è vinta per la seconda volta consecutiva da Oleg Montanelli, il secondo è Andrea Zini.
Giudici edizione 2013: Gunther Celli, Enrico Maffioletti, Federico Massignani.
Giudici edizione 2014: Gunther Celli, Federico Massignani, Luca Chiarvesio.
Giudici edizione 2018: Mirko Zambon, Klarens Dhima, Ivan Bianchi.
Giudici edizione 2019: Mirko Zambon, Ivan Bianchi, Luca Chiarvesio.
Giudici edizione 2020: Mirko Zambon, Gunther Celli, Davide Pisani.
Giudici edizione 2021: Ilyan Safonov, Konrad Dybas, Oliver Folcarelli.
Giudici edizioni 2022 e 2023: Gunther Celli, Mario Faro, Oliver Folcarelli.
Giudici edizione 2024: Gunther Celli, Daniele Mancini, Oliver Folcarelli.

A partire dal 2018 viene anche organizzata la serie B del torneo: l'Italian Lower League B. La prima edizione è stata vinta dall'emiliano Alessio Fimognari. L'edizione 2019 ha visto come vincitore il trevigiano Davide Scotta. L'edizione 2021 è stata vinta da Oleg Montanelli. L'edizione 2022 ha visto come vincitore il barese Toni Cardarola. L'edizione 2023 è stata vinta dal ragusano Gabriele Spina.

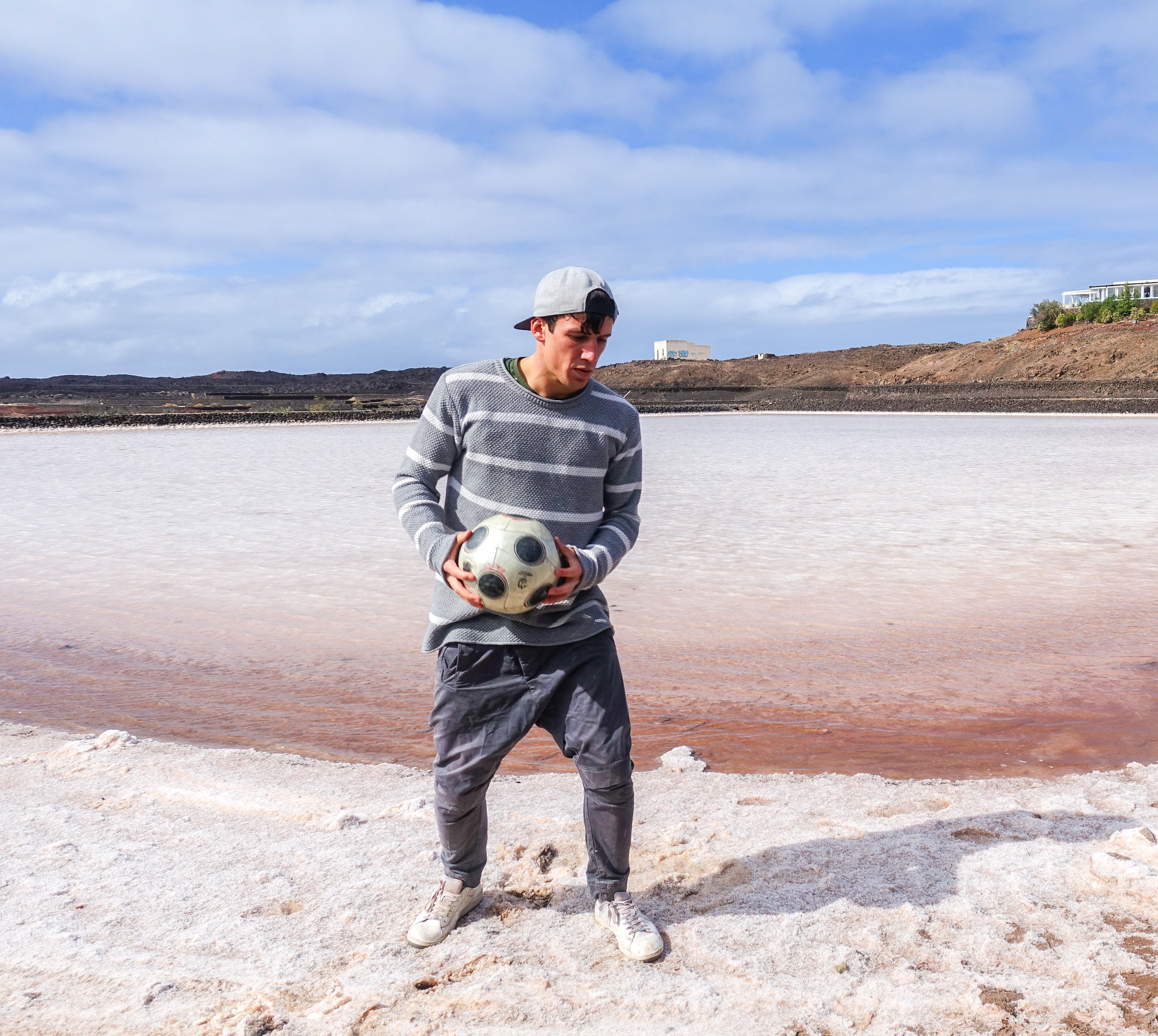
Gunther Celli dopo la vittoria del campionato Italiano di calcio freestyle 2018/19 accede per l'ottavo anno consecutivo alla finale mondiale di Varsavia

## Meeting
Nel calcio freestyle, con il termine meeting ci si riferisce ad eventi dove i freestyler si riuniscono in una determinata località con il principale obiettivo di allenarsi insieme e, eventualmente, di creare dei montage collaborativi. Essi possono riunire freestyler a diversi livelli geografici: da praticanti locali fino a quelli internazionali. 
Uno dei più importanti meeting al mondo è il SuperBall che, oltre ad essere il campionato mondiale open di calcio freestyle, è anche il meeting che conta il maggior numero di partecipanti. 
Un altro meeting di rilievo a livello internazionale è stato quello di Amsterdam, tenutosi nel 2010 e nel 2011, che ha riunito un numero significativo di freestyler di nazionalità diverse. 
In Italia, due dei più grandi meeting si sono tenuti a Brescia nel 2015 e nel 2017 nell'evento "Winterball". Il primo si è tenuto dal 4 al 7 dicembre 2015, mentre il secondo dal 3 al 6 marzo 2017. Ad organizzare l'evento è stato il Footwork Team, guidato da Gunther Celli, e i meeting si sono svolti in una grande palestra di circa 2000 mq a Brescia Flero, nella quale si sono riuniti non solo freestyler italiani ma anche di altre nazionalità europee e mondiali. 
In occasione del Winterball 2017, Gunther Celli non ha organizzato solo il meeting, ma anche due tornei: uno nazionale, vinto da Luca Chiarvesio, e uno europeo, vinto dall'olandese Jesse Marlet, svolti all'interno del centro commerciale "Freccia Rossa" di Brescia. 
Nell'aprile del 2019 il freestyler milanese Davide Pisani organizza a Milano uno dei più grandi meeting outdoor dedicati alla community nazionale, al quale ha partecipato buona parte della scena, con freestyler provenienti specialmente del nord Italia. 
Per i freestyler siciliani è tradizione dal 2011 riunirsi ogni anno al Giardino Inglese di Palermo, mettendosi alla prova simulando parte delle sfide presenti nel campionato mondiale SuperBall.